# Gokaiger Goseiger Super Sentai 199 Hero Great Battle
Pour plus de détails, voir Fiche technique et Distribution.
Gokaiger Goseiger Super Sentai 199 Hero Great Battle (ゴーカイジャー ゴセイジャー スーパー戦隊199ヒーロー 大決戦, Gōkaijā Goseijā Sūpā Sentai Hyakukyūjūkyū Hīrō Daikessen) est un film japonais réalisé par Noboru Takemoto, sorti en 2011.
Le film met principalement en scène les héros des séries Kaizoku Sentai Gokaiger et Tensou Sentai Goseiger et leur adjoint 199 autres personnages issus de la franchise Super Sentai.

## Synopsis
Pendant la Guerre légendaire, les Goseigers, une équipe de héros, sont balayés par l'empire spatial Zangyack. Ils sont sauvés in extremis par Akarenger de l'équipe des Gorengers et Big One de l'équipe J.A.K.Q.

## Fiche technique
- Titre : Gokaiger Goseiger Super Sentai 199 Hero Great Battle
- Titre original : ゴーカイジャー ゴセイジャー スーパー戦隊199ヒーロー 大決戦 (Gōkaijā Goseijā Sūpā Sentai Hyakukyūjūkyū Hīrō Daikessen)
- Réalisation : Noboru Takemoto
- Scénario : Naruhisa Arakawa
- Musique : Kazunori Miyake et Kōsuke Yamashita
- Photographie : Shingo Osawa
- Montage : Ren Sato
- Production : Akihiro Fukada, Tsuyoshi Nakano, Takahito Ohmori, Motoi Sasaki, Takaaki Utsunomiya et Kōichi Yada
- Société de production : Ishinomori Productions, TV Asahi et Tōei
- Pays :  Japon
- Genre : Action et science-fiction
- Durée : 84 minutes
- Dates de sortie : 
  -  Japon : 11 juin 2011

## Distribution
- Ryōta Ozawa : Captain Marvelous / Gokai Red
- Yuki Yamada : Joe Gibken / Gokai Blue
- Mao Ichimichi : Luka Millfy / Gokai Yellow
- Kazuki Shimizu : Don Dogoier / Gokai Green
- Yui Koike : Ahim de Famille / Gokai Pink
- Yukari Tamura : Navi (voix)
- Yūdai Chiba : Alata / Gosei Red
- Rika Satoh : Eri / Gosei Pink
- Kyosuke Hamao : Agri / Gosei Black
- Mikiho Niwa : Moune / Gosei Yellow
- Kento Ono : Hyde / Gosei Blue
- Katsuyuki Konishi : Gosei Knight (voix)
- Sakura Nakamura : Nozomi Amachi
- Shōgo Suzuki : Chiaki Tani / Shinken Green
- Keisuke Sohma : Genta Umemori / Shinken Gold
- Rina Aizawa : Saki Royama / Go-on Yellow
- Mitsuomi Takahashi : Satoru Akashi / Bouken Red
- Mika Kikuchi : Koume « Umeko » Kodou / Deka Pink
- Keiichi Wada : Ryō / RyuuRanger
- Kenta Satō : Riki Honō / Red Turbo
- Ryosuke Sakamoto : Shirō Gō / Red One
- Sayoko Hagiwara : Rei Tachibana / Dyna-Pink
- Jun'ichi Haruta : Kanpei Kuroda / Goggle Black
- Kenji Ōba : Daigorou Oume / Denzi Blue
- Hiroshi Miyauchi : Soukichi Banba / Big One / Akira Shinmei / Aorenger (voix)
- Naoya Makoto : Tsuyoshi Kaijo / Akarenger (voix)
- Teruaki Ogawa : Black Knight / Ninja Red (voix)
- Hōchū Ōtsuka : Signalman (voix)
- Tetsu Inada : Deka Master (voix)
- Tsutomu Isobe : Wolzard Fire (voix)

## Box-office
Le film a rapporté 10,8 millions de dollars au box-office.